# 椋野温泉
椋野温泉（むくのおんせん）は、山口県下関市（旧国長門国）にある温泉。

## 泉質
鉱泉分析法指針に定める療養泉の定義にあてはまらないため、分析書での泉質は「なし」となるが、ラドンやメタケイ酸の含有量により温泉法に定める温泉の条件は満たしている。 

## 周辺環境
ゆめモール下関内にある「和楽の湯　下関せいりゅう」にて入浴できる。付近には商業施設や新興住宅街は展開している。

## アクセス
- 下関ICより車で約3分
- サンデンバス「新椋野」バス停すぐ
- JR西日本 幡生(はたぶ)駅より約2km
- JR西日本 新下関駅より約3km